# Ярісе-Ярв
Ярісе-Ярв (ест. Järise järv) — озеро в Естонії, що розташоване на острові Сааремаа, у волості Мустьяла.